# Australien i olympiska sommarspelen 1976
Australien deltog i de olympiska sommarspelen 1976 med en trupp bestående av 180 deltagare, 146 män och 34 kvinnor, vilka deltog i 115 tävlingar i 20 sporter. Totalt vann de en silvermedalj och fyra bronsmedaljer.

## Medaljer

### Silver
- Australiens herrlandslag i landhockey - Landhockey, Herrarnas turnering

### Brons
- Wayne Roycroft, Mervyn Bennett, Bill Roycroft och Denis Pigott - Ridsport, Lagtävlingen i fälttävlan
- Stephen Holland - Simning, Herrarnas 1500 m frisim
- John Bertrand - Segling, Finnjolle
- Ian Brown och Ian Ruff - Segling, 470

## Basket
Herrar
Gruppspel
| Lag           | V | F | PF  | PA  | PD   | Poäng |
| ------------- | - | - | --- | --- | ---- | ----- |
| Sovjetunionen | 5 | 0 | 548 | 374 | +174 | 10    |
| Kanada        | 4 | 1 | 446 | 416 | +30  | 9     |
| Kuba          | 3 | 2 | 448 | 402 | +46  | 8     |
| Australien    | 2 | 3 | 472 | 481 | −9   | 7     |
| Mexiko        | 1 | 4 | 461 | 511 | −50  | 6     |
| Japan         | 0 | 5 | 364 | 555 | −191 | 5     |

## Bågskytte
Damernas individuella tävling
- Carole Toy — 2305 poäng (→ 15:e plats)
- Maureen Adama — 2114 poäng (→ 25:e plats)

Herrarnas individuella tävling
- David Anear — 2407 poäng (→ 13:e plats)
- Terence Reilly — 2331 poäng (→ 26:e plats)

## Cykling
Herrarnas linjelopp
- Clyde Sefton — 4:49:01 (→ 28:e plats)
- Remo Sansonetti — 4:49:01 (→ 34:e plats)
- Alan Goodrope — fullföljde inte (→ ingen placering)
- Peter Kesting — fullföljde inte (→ ingen placering)

Herrarnas lagtempolopp
- Ian Chandler
- Remo Sansonetti
- Sal Sansonetti
- Clyde Sefton

Herrarnas sprint
- Ron Boyle — 20:e plats

Herrarnas tempolopp
- Stephen Goodall — 1:08,610 (→ 12:e plats)

Herrarnas förföljelse
- Gary Sutton — 6:e plats

Herrarnas lagförföljelse
- Stephen Goodall
- Kevin Nichols
- Geoff Skaines
- John Thorsen

## Friidrott
Herrarnas 4 x 400 meter stafett
- Maxwell Binnington, Peter Grant, Donald Hanly och Rick Mitchell
  - Heat — 3:05,75 (→ gick inte vidare)

Herrarnas 5 000 meter
- David Fitzsimons
  - Heat — startade inte (→ gick inte vidare, ingen placering)

Herrarnas 10 000 meter
- Christopher Wardlaw
  - Heat — 28:17,52
  - Final — 28:29,91 (→ 12:e plats)
- David Fitzsimons
  - Heat — 28:16,43
  - Final — 29:17,74 (→ 14:e plats)

Herrarnas 400 meter häck
- Donald Hanly
  - Heat — 51,90s (→ gick inte vidare)
- Peter Grant
  - Heat — 51,07s (→ gick inte vidare)

Herrarnas längdhopp
- Christopher Commons
  - Kval — 7,46m (→ gick inte vidare)

Herrarnas maraton
- Cristopher Wardlaw — 2:23:56 (→ 35:e plats)
- David Chettle — fullföljde inte (→ ingen placering)
- Ross Haywood — fullföljde inte (→ ingen placering)

Herrarnas 20 km gång
- Ross Haywood — 1:30:59 (→ 12:e plats)

Herrarnas släggkastning
- Peter Farmer
  - Kval — 69,92m
  - Final — 68,00m (→ 12:e plats)

## Fäktning
Herrarnas florett
- Greg Benko
- Ernest Simon

Herrarnas värja
- Greg Benko

Damernas florett
- Helen Smith

## Landhockey
Herrar
Gruppspel
| Placering | Lag           | Poäng | P | W | D | L | GF | GA |
| --------- | ------------- | ----- | - | - | - | - | -- | -- |
| 1         | Nederländerna | 10    | 5 | 5 | 0 | 0 | 11 | 3  |
| 2         | Australien    | 6     | 5 | 3 | 0 | 2 | 14 | 6  |
| 3         | Indien        | 6     | 5 | 3 | 0 | 2 | 12 | 9  |
| 4         | Malaysia      | 4     | 5 | 2 | 0 | 3 | 3  | 7  |
| 5         | Kanada        | 2     | 5 | 1 | 0 | 4 | 4  | 11 |
| 6         | Argentina     | 2     | 5 | 1 | 0 | 4 | 4  | 12 |

Semifinal
- Onsdagen den 28 juli 1976

|          |           |            |  |  |
| Pakistan | 1-2 (1-1) | Australien |  |  |

Final
- Fredagen den 30 juli 1976

|             |           |            |  |  |
| Nya Zeeland | 1-0 (0-0) | Australien |  |  |

## Modern femkamp
Herrarnas individuella tävling
- Peter Ridgway
- Peter Macken